# Castell del Rei Joan (Limerick)

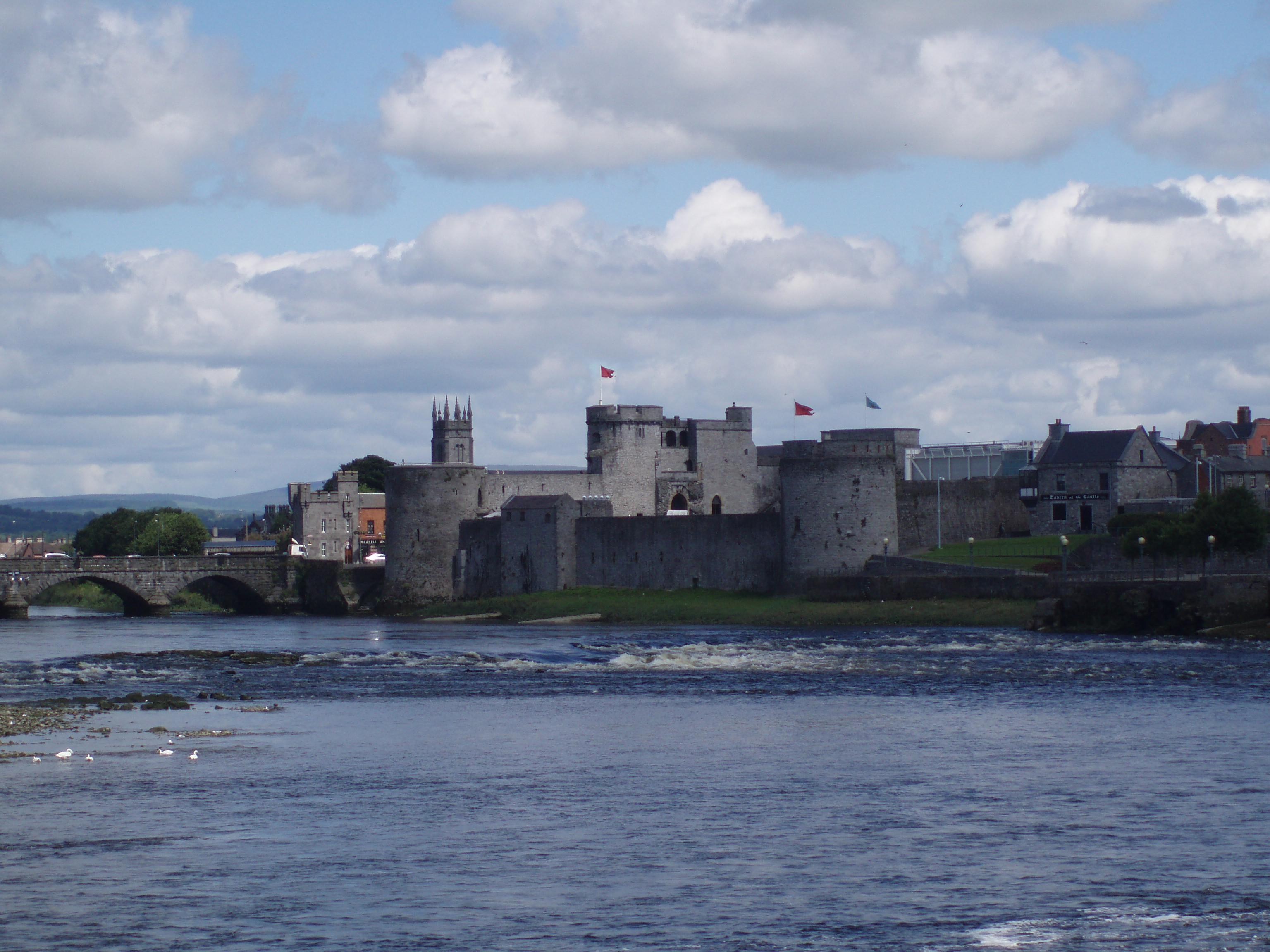
El castell del Rei Joan, al costat del riu Shannon.

El castell del Rei Joan (en anglès, King John's Castle) és un castell situat a Limerick, Irlanda, concretament a la zona de la ciutat coneguda com a "Illa del Rei" (King's Island), al costat del Riu Shannon. Del castell es conserven principalment els murs exteriors i les torres fortificades, que han estat adaptades com a atracció turística. Durant el procés de construcció de centre de visitants es va descobrir un assentament viking en el que ara és el pati del castell.

## Descripció
El Castell del Rei Joan té cinc façanes, amb altes muralles que envolten un pati rectangular. La part inferior de les muralles estava corbada cap a l'exterior, amb la finalitat de desviar projectils llançats des dels merlets. Dues grans torres envolten el portal principal, i altres dos s'eleven en les cantonades que miren al riu Shannon. Aquestes torres sobresortien de l'edifici per permetre millors angles de tir als arquers. En els seus primers anys, el castell estava envoltat per un fossat, amb unpont llevadís que comunicava amb un altre portal major.

## Història
El primer bastió estable a la "Illa del Rei" fou del rei viking Thormodr Helgason, qui va construir aquí una base l'any 922 per poder dominar tota l'extensió del riu Shannon des de Lough Derg fins a Lough Ree, atacant assentaments religiosos. L'any 937, els vikings establerts a Limerick es van enfrontar als de Dublín a Lough Ree, i van ser derrotats per aquests. L'any 943 van tornar a ser derrotats quan el cap del clan local es va unir amb Ceallachan, rei de Munster, i els vikings de Limerick van ser obligats a pagar tributs. El poder dels vikings mai es va recuperar, i van ser reduïts a un clan menor, tot i això, van tenir un paper important en algunes de les interminables lluites de poder que van sacsejar Irlanda durant els segles posteriors.
L'arribada dels Normands a la zona l'any 1172 va canviar completament la situació. Domhnall Mor O'Brien va destruir la ciutat totalment l'any 1174, en un intent d'evitar que caigués en mans dels nous invasors. Els normands finalment van capturar aquesta àrea sota Joan I d'Anglaterra, Senyor d'Irlanda. L'any 1197, segons es creu, Limerick va rebre els seus primers furs i el seu primer alcalde, Adam Sarvant. En aquesta època es va començar, a més, la construcció d'un castell sota les ordres del Rei Joan, que es va completar al voltant del 1200.

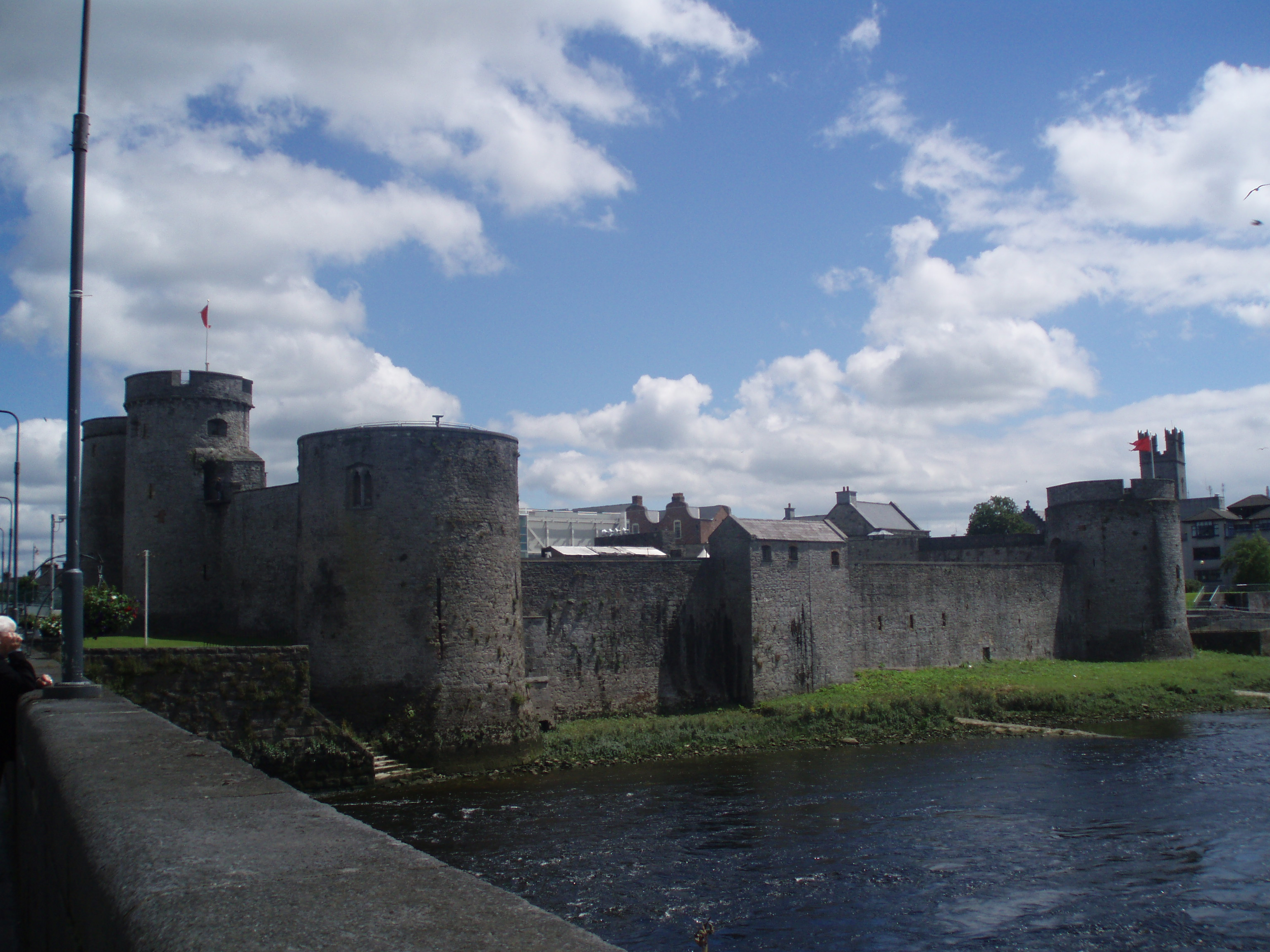
Vista del castell des del Thomond Bridge.

Durant aquest període de pau imposat pel domini normand, Limerick va prosperar com a port i com a centre comercial. La ciutat havia quedat dividida en dues zones: la que es coneixia com la "ciutat anglesa" (English Town), a la "Illa del Rei" (King's Island), i la "ciutat irlandesa" (Irish Town), en la riba sud del riu. El castell tenia en aquesta època una funció més administrativa que militar, incloent l'encunyació de moneda.
El castell, especialment els seus murs exteriors, es va veure severament danyat durant el setge de Limerick que va tenir lloc l'any 1642, i que només va ser el primer dels cinc setges que va sofrir la ciutat al Segle XVII. L'any 1642, el castell va ser ocupat per protestants que fugien de la Rebel·lió irlandesa de 1641, i va ser envoltat per una força confederada irlandesa comandada per Garret Barry. Atès que Barry no tenia artilleria pesada, va decidir minar les muralles del castell excavant sota els seus fonaments. Els ocupants del castell es van rendir quan Barry estava a punt d'aconseguir l'ensulsiada dels murs. De fet, els danys produïts en els seus fonaments van ser tan greus que una part de la muralla exterior va haver de ser derrocada posteriorment.
El castell va viure el seu últim setge l'any 1691, durant la guerra entre jacobites i Guillermistes (partidaris de Guillem III d'Anglaterra), que va acabar amb la signatura del Tractat de Limerick. Entre 1791 i 1922, el castell va albergar un barracó militar en el qual vivien més de quatre-cents soldats de l'Exèrcit britànic. En èpoques posteriors, a causa de l'escassetat d'habitatge en Limerick, es van construir cases a l'interior, que foren posteriorment eliminades.
En l'actualitat, el castell ha estat habilitat com a atractiu turístic, amb un centre per a visitants on s'ofereixen dramatitzacions i exposicions sobre la història del castell.